# Íntims Produccions
Íntims Produccions és una companyia de teatre creada el 2012 a Lleida per cinc actors i una actriu que, havent acabat la seva formació actoral d'Estudis d'Art Dramàtic a l'Aula Municipal de Teatre de Lleida, van decidir submergir-se en el món del teatre professional. Ofereixen espectacles de teatre alternatiu, amb un tracte pròxim amb el públic i en un ambient «de tu a tu». En l'actualitat, la companyia està formada per Marc Cartanyà, Isaac Baró, Oriol Tosquella i Sandra Pujol. Xavier Teixidó i Rafa Rodríguez van ser també membres de la companyia.
Al llarg de la seua trajectòria han estrenat els espectacles: Caretas, una peça de microteatre escrita i dirigida per Nico Aguerre; El lloc, amb dramatúrgia i direcció de Jorge-Yamam Serrano (FiraTàrrega 2013 i Sala Flyhard 2014); Wasted, de Kae Tempest i dirigit per Ivan Morales amb l'assistència de direcció de Rafa Rodríguez, coproduït el 2015 amb FiraTàrrega (dins del Programa de Suport a la Creació); Pool (No water) de Mark Ravenhill, en coproducció amb FiraTàrrega 2017; Èter brota, el seu primer espectacle sense text, i el primer que dirigeix Marc Cartanyà, actor de la companyia, coproduït el 2020 amb FiraTàrrega; i Dels intestins una soga i del cul un sac de gemecs, de David Climent i Marc Cartanyà (Sala Beckett 2022), un espectacle que aborda l'extinció de l'espècie humana a partir del text Nova il·lustració radical de la filòsofa Marina Garcés.